# Neda Agha-Soltan
Neda Agha-Soltan (persisk: ندا آقاسلطان) var en ung iransk kvinde, som den 20. juni 2009 angiveligt blev dræbt af regeringsstyrker under demonstrationerne efter det iranske valg, hvor Ahmadinejad blev genvalgt som præsident.
Hun deltog efter sigende ikke i demonstrationerne, da hun blev ramt af et skud. Hendes død blev optaget på video af mindst to tilskuere. Videoerne blev lagt på internettet, og hendes navn blev hurtigt et kampråb ved demonstrationer for reformer. Diskussioner om Neda på Twitter blev et diskussionsemne sidst på dagen.
Neda betyder "stemme" på farsi, og hun blev ironisk nok kaldt "Irans stemme".